# Karl-Åke Asph
Karl-Åke Asph   (Avesta, 2 de febrer de 1939) és un esquiador de fons i atleta suec, ja retirat, que va competir durant la dècada de 1960.
El 1964 va prendre part als Jocs Olímpics d'Hivern d'Innsbruck on, fent equip amb Sixten Jernberg, Janne Stefansson i Assar Rönnlund, va guanyar la medalla d'or en la prova del relleu 4x10 quilòmetres del programa d'esquí de fons. A nivell nacional no guanyà cap títol individual, però sí tres campionats suecs per equips.
Com a atleta destacà en curses de fons, guanyant el campionat suec per equips, i camp a través, on guanyà la Lidingöloppet de 1967.